# Верхняя вена таламуса
Верхняя вена таламуса (лат. vena superioris thalami), ранее описанная в 1976 году Бенно Шлезингером как главная вена таламуса или основная вена таламуса (vena principalis thalami) или как центромедиальная вена таламуса (vena centro-medialis thalami), а Пироговым как внутренняя вена таламуса (vena interioris thalami), является самой большой по калибру и самой важной из вен таламуса. Она собирает кровь от латеральных, вентральных и ретикулярной групп ядер таламуса, а также от ядер гипоталамуса, и впадает во внутреннюю мозговую вену. Она подвержена значительным межиндивидуальным анатомическим различиям и вариациям.